# Lista chorążych reprezentacji Wysp Marshalla na igrzyskach olimpijskich
Lista chorążych reprezentacji Wysp Marshalla na igrzyskach olimpijskich – lista zawodników i zawodniczek reprezentacji Wysp Marshalla, którzy podczas ceremonii otwarcia nowożytnych igrzysk olimpijskich nieśli flagę Wysp Marshalla.

## Chronologiczna lista chorążych
| Lp. | Rok i miejsce | Chorąży          | Dyscyplina           |
| --- | ------------- | ---------------- | -------------------- |
| 1   | 2008, Pekin   | Waylon Muller    | Zapasy               |
| 2   | 2012, Londyn  | Haley Nemra      | Lekkoatletyka        |
| 3   | 2016, Rio     | Mathlynn Sasser  | Podnoszenie ciężarów |
| 4   | 2020, Tokio   | Colleen Furgeson | Pływanie             |
| 4   | 2020, Tokio   | Phillip Kinono   | Pływanie             |